# Gumaga hesperus
Gumaga hesperus är en nattsländeart som först beskrevs av Banks 1914.  Gumaga hesperus ingår i släktet Gumaga och familjen krumrörsnattsländor. Inga underarter finns listade i Catalogue of Life.